# Saint-Mard (Aisne)
Saint-Mard è un comune francese di 125 abitanti situato nel dipartimento dell'Aisne della regione dell'Alta Francia.

## Società

### Evoluzione demografica
Abitanti censiti